# AAA Invades WrestleCon
AAA Invades WrestleCon fue un evento pago por visión de lucha libre profesional producido por la Lucha Libre AAA Worldwide. Tuvo lugar el 31 de marzo de 2022 desde el Fairmont Hotel en Dallas, Texas como parte de la convención WrestleCon.
El evento fue el primer evento de AAA que se celebre en los Estados Unidos desde el inicio de la demanda de AAA con Lucha Libre FMV y contará con luchadores del socio estadounidense de AAA, la National Wrestling Alliance.

## Resultados
Fuente:
- The Naturals Classics (Tome & Stevie Filip) derrotaron a Ryan Kidd & Christie Jaynes. (6:55)
  - Stevie cubrió a Jaynes después de un "Bombazo a Apuñalada Trampera".
- Microman, Niño Hamburguesa & Taya Valkyrie derrotaron a Los Mercenarios (La Hiedra & Rey Escorpión) & Mini Abismo Negro. (12:58)
  - Microman cubrió a Abismo Negro después de un "Frankenstein Pin".
  - Después de la lucha, La Empresa se llevó a Microman en un tacho de basura.
- La Rebelión (Bestia 666 & Mecha Wolf 450) (con Damián 666) derrotaron a Aero Star & Drago y retuvieron el Campeonato Mundial en Parejas de la NWA. (7:37)
  - Bestia 666 cubrió a Drago después de una combinación de un "Super Backstabber" y un "Powerbomb" de Wolf.
  - Durante el combate, Damian 666 interfirió a favor de La Rebelión.
- Los Jinetes del Aire (Aramís & Octagón Jr.) & Mr. Iguana derrotaron a Los Vipers (Arez & Abismo Negro Jr.) & Faby Apache. (14:00)
  - Iguana cubrió a Abismo Negro Jr. después de un "Frankenstein Bulldog".
- Pagano, Drago Kid & Jack Cartwheel derrotaron a La Empresa (Puma King, Sam Adonis & Gringo Loco). (17:13)
  - Pagano cubrió a Gringo Loco después de un "Noa Noa Driver".
  - Después de la lucha, La Empresa atacó a Pagano.
- Laredo Kid derrotó a Bandido y Flamita reteniendo el Campeonato Mundial de Peso Crucero de AAA. (8:17)
  - Kid cubrió a Flamita después de un "Spanish Fly".
- Psycho Clown derrotó a Taurus. (9:14)
  - Clown cubrió a Taurus después de un "Spear" sobre una mesa.
  - Después de la lucha, Jeff Jarrett, Karen Jarrett y La Empresa (Puma King & Sam Adonis) atacaron a Clown.
  - El Campeonato Latinoamericano de AAA de Taurus no estuvo en juego.

## Comentaristas
- Hugo Savinovich
- José Manuel Guillén
- Carlos Cabrera